# Steinschneider (Koralpe)
Der Steinschneider ist ein 2070 m ü. A. hoher Berg in der Koralpe im österreichischen Bundesland Kärnten. Der Gipfel im Schigebiet Koralpe liegt nordwestlich des Großen Speikkogels und trägt eine weithin sichtbare Sendeanlage.

## Lage und Umgebung
Der Steinschneider bildet einen westlichen Ausläufer vom Hauptkamm der Koralpe und liegt etwa 1300 Meter nordwestlich von deren höchster Erhebung, dem Großen Speikkogel. Auf dem Gipfel laufen die Gemeindegrenzen von Wolfsberg, Frantschach-St. Gertraud und St. Andrä zusammen. Während drei Seiten des Berges im Schigebiet Koralpe liegen (der Wasserhanggipfel-Schlepplift hat seine Bergstation auf dem Steinschneider), ist das östlich anschließende Große Kar (Koralmkar) Teil eines Naturschutzgebietes. Im Norden und Nordwesten des Gipfels befinden sich mit dem Kleinen Kar und dem Erlenloch zwei weitere Kare. Nächstgelegener Stützpunkt ist das Koralpenhaus 100 Meter unterhalb südlich des Senders.

## Geologie und Geomorphologie
Geologisch gehört der Steinschneider zum Altkristallin der Koralpe und besteht im Wesentlichen aus Glimmerschiefer und Paragneis, insbesondere aus Plattengneis vom Typus Stainz. Darin eingeschaltet finden sich ringsum Marmorbänder und -linsen sowie vor allem an den zum Lavanttal abfallenden Westhängen Amphibolit und Eklogit.
An den zum Großen Kar abfallenden Ost- und Südosthängen des Steinschneiders führt das Vorkommen plattigen Streifengneises, einem Übergangstyp von Gneisquarzit zu Plattengneis, in Kombination mit dessen tektonischer Stellung (30 bis 40 Grad nordöstlich einfallend) zu Wandbildungen. Die Kareinhänge sind durch Grobblockhalden aus postglazialen Felsstürzen gekennzeichnet. Eine bekannte Felsformation in diesem Bereich ist das sogenannte „Hotel Kar“ am Westrand des Großen Kars.

## Aufstieg
Der Steinschneider wird oft in Verbindung mit dem Großen Speikkogel bestiegen. Entlang der Zufahrtsstraße zur „Goldhaube“ trennt die beiden Gipfel etwa eine Viertelstunde Gehzeit. Der einfachste Anstieg erfolgt über die Skipisten zum Koralpenhaus und von dort zum Gipfel – entweder vom Feriendorf Koralpe oder vom Alpengasthaus Sonnhof in jeweils etwa 1¼ Stunden. Von der Weinebene entlang des Nord-Süd-Weitwanderweges, über die Grillitschhütte und durch das Große Kar ist mit rund 2½ Stunden zu rechnen. Die Sendeanlage mit dem 50 Meter hohen Betonturm steht anstelle eines Gipfelkreuzes.